# Sicilská Wikipedie
Sicilská Wikipedie (sicilsky Wikipedia ’n sicilianu) je jazyková verze Wikipedie v sicilštině. V lednu 2022 obsahovala přes 26 000 článků a pracovalo pro ni 6 správců. Registrováno bylo přes 39 000 uživatelů, z nichž bylo asi 40 aktivních. V počtu článků byla 114. největší Wikipedie.
V roce 2018 bylo zobrazeno celkem přes 4 068 000 dotazů. Denní průměr byl 11 146 a měsíční 339 033 dotazů. Nejvíce dotazů bylo zobrazeno v listopadu (439 088), nejméně v dubnu (251 140).